# Bathynectes
Bathynectes là một chi cua trong phân họ Polybiinae của họ Carcinidae hoặc họ Polybiidae, khi nó được công nhận.

## Các loài
- Bathynectes brevispina Stimpson, 1871 - loài điển hình của chi.
- Bathynectes longipes (Risso, 1816)
- Bathynectes longispina Stimpson, 1871
- Bathynectes maravigna (Prestandrea, 1839)
- Bathynectes piperitus Manning & Holthuis, 1981

## Tuyệt chủng
- Bathynectes muelleri † Ossó & Stalennuy, 2011

## Thư viện ảnh

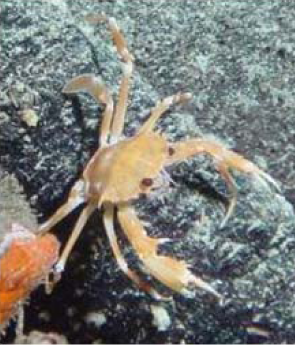
Bathynectes piperitus.